# 道の駅たのうらら
道の駅たのうらら（みちのえき たのうらら）は、大分県大分市にある国道10号の道の駅である。

## 概要
大分県で26番目、大分市で3番目の道の駅である。国道10号のうち、別府市と大分市との間の通称別大国道と呼ばれる区間の田ノ浦ビーチ付近に位置する。
敷地面積は1万7,520 m2。
名称の「たのうらら」は、所在地の地名である「田ノ浦」や「楽しい」と、「うららか」とを組み合わせたもので、公募及び市民投票を経て選ばれた。

## 沿革
- 2018年（平成30年）7月 - 大分市が「大分市西部海岸地区魅力創造拠点施設形成基本構想」を策定[5]。田ノ浦地区の沿岸部での「憩い・交流拠点施設」の整備が盛り込まれる[6]。
- 2019年（令和元年）7月 - 大分市が「憩い・交流拠点施設整備基本計画」を策定[5]。同施設の「道の駅」登録を目指すこと等が示される[7]。
- 2022年（令和4年）6月 - 公募及び市民投票により施設の名称が「たのうらら」に決定[5][8]。
- 2023年（令和5年）
  - 4月12日 - 大分市神崎の建設地で起工式が行われる[4][9]。
  - 8月4日 - 国土交通省より道の駅第59回登録において、「道の駅たのうらら」として登録[1]。
- 2024年（令和6年）
  - 7月6日 - 開駅式典[2]。
  - 7月7日 - 開駅[2][3][4]。当初は5月開業を目指していたが、工事の遅れにより7月にずれ込んだ[10]

## 施設
- 駐車場 270台
- トイレ 74器
- 情報提供コーナー
- 休憩コーナー
- ベビーコーナー
- 非常用電源
- 備蓄倉庫
- 公衆無線LAN
- 物販施設
- 飲食施設
- 多目的室
- キッズスペース
- 歴史文化コーナー
- ホール（おとの聴こえる広場）
- 音楽スタジオ
- サイクルステーション・ランナーズステーション
- 展望スペース
- 屋外テラス
- EV充電施設
- サイクルラック

建物内には、かつて大分交通別大線で使用されていた500形電車（506号）が保存展示されている。

## アクセス
- 国道10号 - 登録路線

## 周辺
- 大分マリーンパレス水族館（うみたまご）
- 高崎山
- 田ノ浦ビーチ